# زندگینامه هیوهو سنشی
زندگینامه هیوهو سنشی (به ژاپنی: 兵法先師伝記 ひょうほうせんしでんき); زندگینامه میاموتو موساشی است که در سال ۱۷۸۲ توسط نیوا نوبوهیده، هفتمین مربی هنرهای رزمی نیتن ایچی-ریو نوشته شده است.